# 高橋泰蔵
高橋 泰蔵（たかはし たいぞう、旧字：髙橋泰藏。1905年10月9日 - 1989年5月22日）は、日本の経済学者。一橋大学名誉教授。元日本学士院会員。

## 略歴
静岡県出身。1929年東京商科大学（現一橋大学）学部卒。同期に深見義一一橋大名誉教授がいる。東京商大教授、戦後一橋大教授。1960-61年一橋大学附属図書館長。1961-64年学長。1981-1989日本学士院会員。近代経済学専攻。貨幣論、金融論。
佐藤定幸（一橋大学名誉教授）、石川滋（一橋大学名誉教授）は、高橋ゼミナールの出身。

## 著書
- 貨幣的経済理論の新展開 最近経済問題叢書 甲文堂書店 1941
- 国民所得の基本問題 東洋経済新報社 1947 (現代経済学叢書
- 経済発展と雇傭問題 スミス-マルサス-ケインズ 富士出版 1948
- インフレーション進行の法則と現段階 東洋経済新報社 1948
- 経済発展の理論 構想的試論 青也書店 1948
- 経済社会観と貨幣制度 青木書店 1949
- 新しい経済の「構図」 東洋経済新報社 1950
- ケインズ「一般理論」入門 春秋社 1953
- 貨幣経済的循環の理論 巨視的経済世界像の構造論理を媒介とする 有斐閣 1953 (経済学選書)
- 金融論入門 1957 (宝文館現代教養選書)
- ケインズ「一般理論」研究ノート 春秋社 1959
- 金融 春秋社 1960 (日本経済の分析
- 経済学巡礼記 東洋経済新報社 1977.3

## 共編著
- 体系経済学辞典 東洋経済新報社 1948
- 国際金融論 新庄博共著 国元書房 1949 (世界経済学講座)
- ケインズ「一般理論」講義 第1-3分冊 塩野谷九十九共編 春秋社 1951
- 体系経済学小辞典 増田四郎共編 東洋経済新報社 1956
- 交換方程式と現金残高方程式 小泉明共著 勁草書房 1958 (経済分析全書)